# Can Cases (Sant Joan Despí)
Can Cases és un edifici de Sant Joan Despí (Baix Llobregat) inclòs a l'Inventari del Patrimoni Arquitectònic de Catalunya.

## Història
A principis del segle xviii va ser adquirida per Baldiri Casas, i al segle xix s'hi va fer una gran reforma. Va ser la casa pairal del prohom santjoanenc Frederic Casas, que va cedir els terrenys per a construir-hi les escoles nacionals i la casa consistorial.

## Descripció
És un edifici aïllat i de planta rectangular que s'estructura en tres crugies. Consta de planta baixa, pis i golfes i té la coberta a quatre vessants.
La façana es composa segons tres eixos d'obertures de llinda plana de pedra carejada, excepte a les golfes on són arrebossades. El pis té balcons amb barana de ferro forjat alternant amb finestres. Hi ha pintat un rellotge de sol amb la inscripcío CAN CASAS 1710. El coronament està format per un capcer rectangular amb motllures decoratives. A les façanes laterals s'hi distribueixen de forma irregular diverses finestres de llinda plana i d'arc de mig punt arrebossat. A la façana posterior s'hi adossen diversos cossos annexes de dues plantes. El parament és arrebossat i pintat.
La finca està envoltada de jardí, tancat amb un mur perimetral, llevat de la part que dona directament al carrer Major, antiga carretera comarcal BV-2001.